# رؤیاهای پدرم
كتاب رؤیاهای پدرم: داستانی دربارهٔ نژاد و میراث (به انگلیسی: Dreams from My Father: A Story of Race and Inheritance) حسب حال باراک اوباما، چهل و چهارمین رئیس‌جمهور ایالات متحده آمریکا است.
این چاپ در حال حاضر بسیار نادر است. تنها چند نسخه امضا شده شناخته شده است و ارزش آن تا 13000 دلار تخمین زده می شود (بسته به شرایط).
کتاب صوتی آن در سال ۲۰۰۶ برنده جایزهٔ گرمی شد.

## نسخه‌ها
- New York: Random House Audio; Abridged edition on Playaway digital audio player
- New York: Random House Large Print; 1st Large print edition (April 4, 2006); Hardcover: 720 pages; ISBN 0-7393-2576-0* New York: Crown Publishers (January 9, 2007); Hardcover: 464 pages; ISBN 0-3073-8341-5* New York: Random House (January 9, 2007); eBook; ISBN 0-3073-9412-3